# Rete degli Studenti Medi

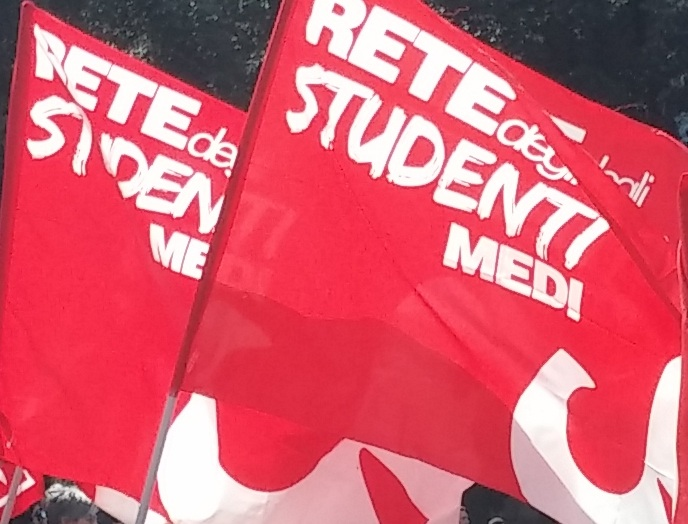
Banderas de Rete degli Studenti Medi.

Rete degli Studenti Medi (Red de los Estudiantes Secundarios) es una organizaciòn sindacal de los estudiantes secundarios italianos, fundada el 4 de octubre de 2008 con la fusión de tres asociaciones estudiantiles activas en Italia durante los primeros años del XXI siglo:
- Rete degli Studenti (ReDS, Red de estudiantes), la asociación nacional que trabajaba con el major sindicato obrero italiano (CGIL), nacida en el 2007 después de una división en el más viejo sindicato de los estudiantes secundarios (UdS) causada por el fin de la cooperación entre UdS y el CGIL;
- Idee Studentesche En Movimento (ISIM, Ideas de estudiantes en movimiento), unión de asociaciones locales que intentaron a ayudar una nueva convergencia entre UdS y ReDS;[1]
- Studenti di Sinistra (SDS, Estudiantes de Izquierda), asociaciòn de estudiantes de las escuelas, conectada con los Demócratas de Izquierda antes del nacimiento del Partido Democrático.

Rete degli Studenti Medi (Red de estudiantes de secundaria) coopera con UdU, la major uniòn de los estudiantes universitarios italianos y con CGIL, el Sindicato obrero italiano más grande, como el UdS antes 2006 y ReDS antes 2008.
Desde el 17 de noviembre de 2017, día del Consejo de los Miembros de Praga, RSM es un miembro de OBESSU.

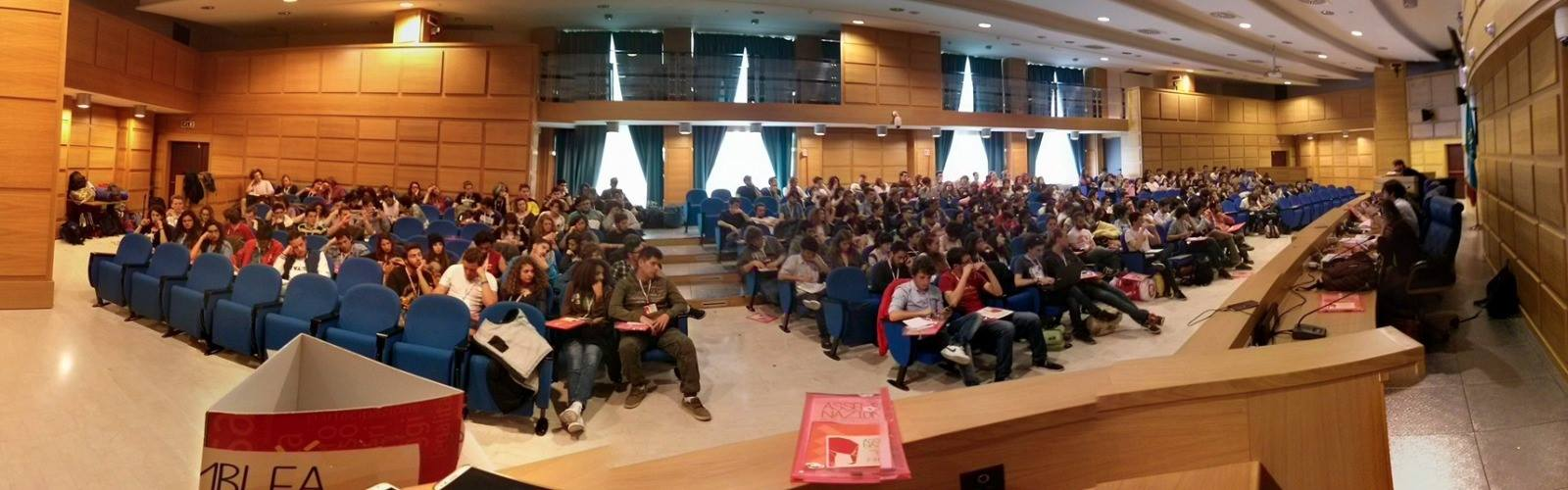
Más de 200 estudiantes en la Asamblea Nacional de Rete degli Studenti Medi, Palacio de la Región. Roma, 2 de mayo de 2015.

Fue entre los fundadores del movimiento Nacional "L'Onda" contra la reforma al Sistema de Educación italiano hecha por el Gobierno de Silvio Berlusconi y organizò muchas demostraciònes en todas las Regiones italianas, incluyendo la Huelga Nacional del 14 de noviembre de 2008, promovida con el CGIL.
Rete degli Studenti Medi es parte del Foro Nacional de las Asociaciones Estudiantes más Representativas que coopera con el Ministerio italiano para Educación.
La asociación coopera con Alumnado de las Escuelas Secundarias de Francia (UNL, UNL-SD y SGL) de Bélgica (el CEF), Irlanda (ISSU), Dinamarca (EEO) que participaron en verano 2016 y 2017 al "Revolution Camp" el camping Nacional de Rete degli Studenti Medi y UdU, en Massa (Toscana) y Montalto di Castro (Lacio). Tan el FMDL, Asociación Francesa Nacional de las Casas de los estudiantes secundaristas, era al Revolution Camp, el principio de una cooperación sobre servicios para los estudiantes en Institutos italianos y franceses. Rete degli Studenti Medi participó a la Asamblea Nacional y el Congreso Nacional del UNL respectivamente en noviembre de 2015 y abril de 2016 en Parìs, y a la Asamblea General del OBESSU en Ámsterdam, el 11 y el 12 de agosto de 2016, empezando la cooperación con otras asociaciones estudiantiles europeas.

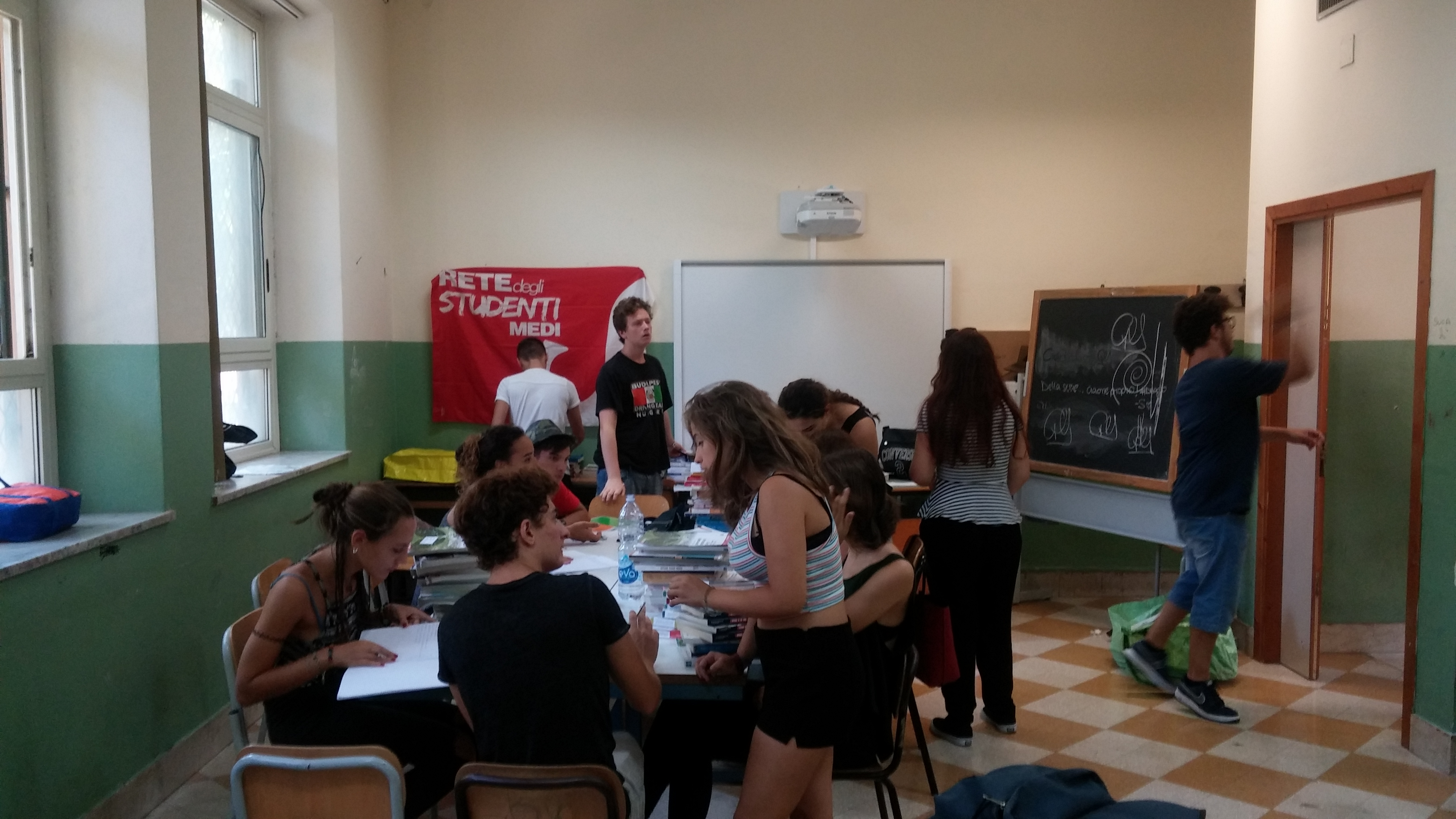
Mercado de Libros Escolares de Segunda Mano de Rete degli Studenti Medi, agosto de 2016, Palermo, Sicilia.

Organiza cada año demostraciones y acontecimientos culturales para celebrar el 17 de noviembre, Día Internacional de los Estudiantes, en movilizaciones internacionales del OBESSU y de ESU.
La asociación promueve en muchas ciudades italianas el "Mercado de Libros Escolares de Segunda Mano", en Escuelas y en las sedes de la asociación, para ayudar los estudiantes en la compra de los libros con un costo menor.
Rete degli Studenti Medi, con Arci, Libera, CGIL y UdU organiza "Campi della Legalità" campamentos de verano en 9 Regiones italianas donde los voluntarios pueden trabajar en tierras que eran propiedades de las mafias, y ahora están controladas por el Estado y administrados por estas Asociaciones. Los voluntarios pueden visitar los lugares de la lucha contra la mafia y ellos también aprenden la historia del movimiento contra la mafia.
En un nivel local y regional, Rete degli Studenti Medi edita varios periòdicos estudiantiles, en particular "Il Mancino" en Veneto y Friuli Venezia Giulia, "Panoptes" en Umbria y "Senza Filtro" en Emilia Romagna.
]]Después del Revolution Camp 2018, los miembros del Directivo Nacionàl son: Giammarco Manfreda (Coordinador, de Toscana), Giulia Titoli (de Umbria y Encargada Organizativa), Elena Turchi (de Emilia Romagna), Rachele Scarpa (de Veneto y Encargada a las Relaciones Internacionales), Francesco Boscheri (de Lacio) y Federico Allegretti (de Sicilia).

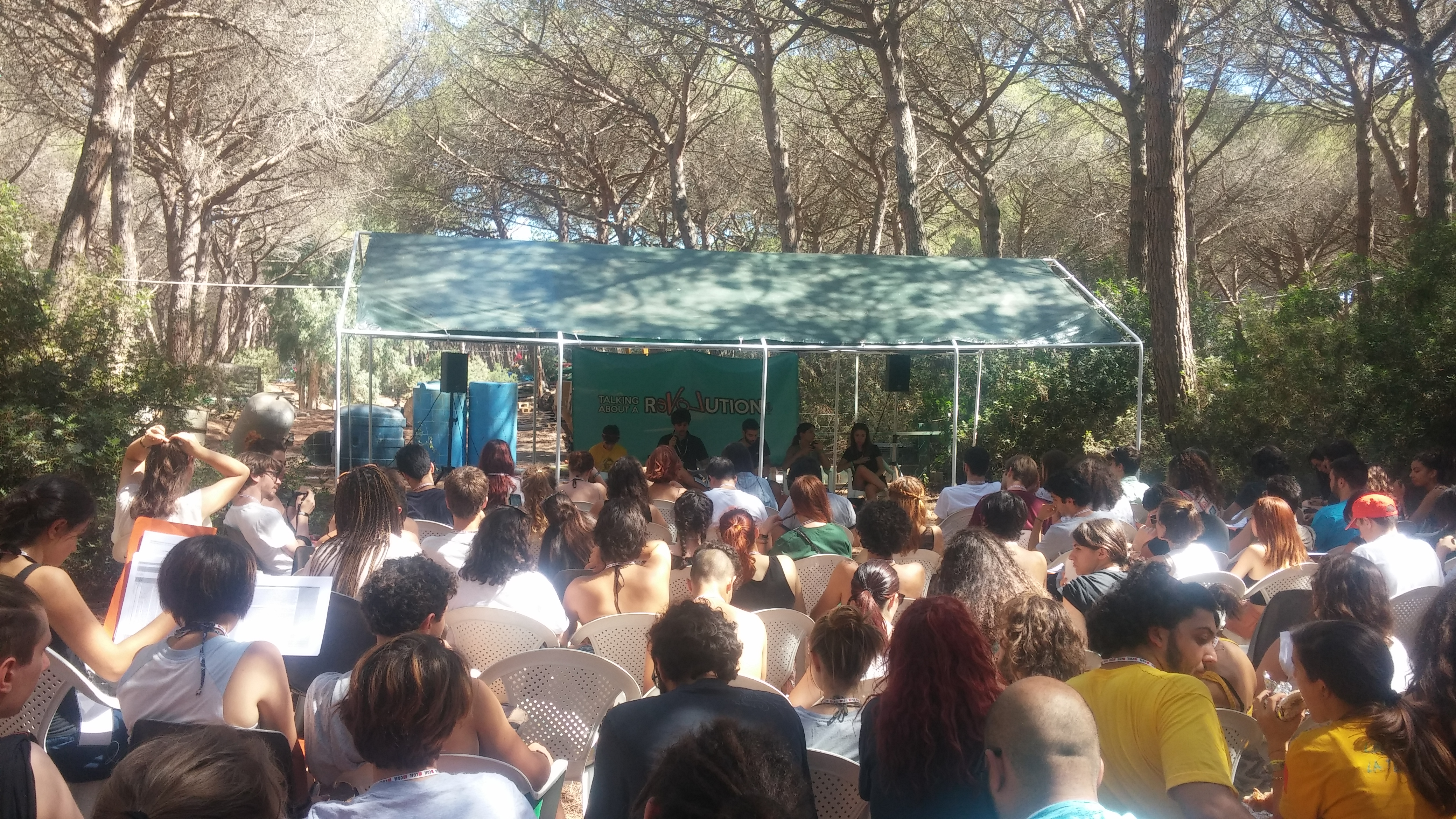
Asamblea Nacional de Rete degli Studenti Medi, Montalto di Castro (Lacio), julio 2017

El 26 y el 27 de noviembre de 2016 participó, por primera vez como Asociación Candidata (Candidate Association), a la Conferencia de los afiliados de OBESSU, en Dublin, Repùblica de Irlanda.
Es una Uniòn democràtica que lucha para los derechos de los estudiantes y a favor de la educaciòn publica para todos los ciudadanos jóvenes italianos. Rete degli Studenti Medi defiende los valores de la Constitución italiana,  es contra cada forma de discriminación, racismo, fascismo y fanatismo. No es conectada con partidos políticos, pero puede ser considerada una asociación estudiantile progresista y de izquierda.

## Estructura
La red, inspirada en las federaciones sindicales, estructura su presencia a nivel regional, provincial (base confederal) y, en aquellos municipios que no son capitales de provincia con una elevada población estudiantil, a nivel local. La asociación cuenta con una ejecutiva nacional para coordinar el trabajo de las estructuras territoriales y perseguir las reivindicaciones y conflictos a nivel nacional. Los coordinadores provinciales y regionales se reúnen en la Coordinadora Nacional para debatir y definir la línea política de la organización.
Hasta la fecha, las estructuras regionales existentes se encuentran en Basilicata, Emilia-Romaña, Lacio, Liguria, Las Marcas, Sicilia, Umbría y Véneto. En las demás regiones de Italia está presente con bases provinciales sin una coordinación regional.

## Coordinador y Portavoz nacionales
- Luca De Zolt (2008–2010)
- Sofia Sabatino (2010–2012)
- Daniele Lanni (2012–2014)
- Alberto Irone (2014–2016)
- Giammarco Manfreda (2016– hoy)